# Патријарх српски Макарије
Патријарх српски Макарије (световно Соколовић) био је архиепископ пећки и патријарх српски у времену од 1557. до 1571. године. Обновио је Српску патријаршију са средиштем у Пећи и обезбедио њено признање и опстанак. Са трона се повукао 1571, а умро 1574. године. Потицао је из породице Соколовић, пореклом из Соколовића.

## Порекло
Његов брат или ближи сродник био је турски велики везир Мехмед-паша Соколовић који је имао заслуге за обнављање Пећке патријаршије. Пре тога овај простор је био под управом Охридске архиепископије. Међутим нису сви прихватили овакво стање, поготово смедеревски митрополит Павле који је у времену између 1526. и 1541. године водио борбу за обнову Српске патријаршије са средиштем у Пећи, у чему је привремено успео, поставши накратко архиепископ пећки и патријарх српски. Иако је његов покрет доживео неуспех, обнављање Српске патријаршије је коначно остварено 1557. године заслугом Макарија Соколовића, чиме су окончани дугогодишњи црквени спорови у српским земљама.

## Патријарх
Простор патријаршије обухватао је поред земаља цара Душана и Уроша Немањића, још и подручја Бачке, Баната, Барање, Срема, Славоније, Босанске крајине, Босне, Лике, Крбаве и Далмације, и имао је више од четрдесет епархија, међу њима и новоосноване: Требињску, Пожешку и др. Пећка патријаршија функционисала је до 1766. када је поново укинута и тај простор потчињен Цариградској патријаршији.
Патријарх Макарије је од султана добио све повластице које је имао цариградски патријарх: управљање црквеном имовином, наплаћивање црквених дажбина, наслеђивање имовине оних који су умрли без наследника, потврђивање правила свих еснафских организација, суђење у брачним споровима и предметима кривичне природе.
За време патријарха Макарија обновљени су манастири Бања код Прибоја, Грачаница, Студеница, Пећка патријаршија, Будисавци на Косову. У манастирима је оживела иконописачка, златарска и преписивачка делатност. Уметности, књижевност и целокупна српска култура доживљавају тада својеврсну ренесансу.
Због болести повукао се са трона 1571. године предајући патријаршијски трон свом синовцу Антонију Соколовићу. Умро је 1574. године.
Српска православна црква га прославља као светитеља 30. августа по јулијанском тј. 12. септембра по грегоријанском календару.
Њему је посвећена Црква Светог Макарија Патријарха српског у Паштан Брду.